# Gérard Saint
Gérard Saint (Argentan, 11 de julio de 1935 - Le Mans, 16 de marzo de 1960) fue un ciclista francés que fue profesional de 1954 hasta el momento de su muerte, en un accidente de tráfico, el 1960.
Gérard Saint era un corredor completo, que se desarrollaba tanto en plan como en montaña como en contrarreloj.
Al Tour de Francia de 1959 consiguió el título de ciclista más combativo, el segundo lugar de la clasificación por puntos y el tercero al Gran Premio de la Montaña.
Un estadio de su ciudad natal lleva su nombre.

## Palmarés
- 1954
  - 1.º de la final CRI del maillot de los Ases de la París-Normandía
- 1955
  - 1.º del Gran Premio de Francia (CRI)
- 1956
  - 1.º en Brassard
  - Vencedor de una etapa al Tour del Oeste
- 1957
  - 1.º en la Vuelta en Luxemburgo y vencedor de una etapa
  - 1.º en el Tour del Arieja y vencedor de 2 etapas
  - 1.º en el Gran Premio de Louvigné-du-Desert y vencedor de una etapa
- 1958
  - 1.º en el Circuito del Aulne
  - 1.º en Meymac
  - 1.º en Taullé
  - 1.º en Egletons
- 1959
  - 1.º en Manche-Océan
  - 1.º en el Gran Premio de Argel
  - 1.º en el Bol d'Or
  - 1.º en Château-Chinon
  - 1.º en el Premio Cavigal de Niza
  - 1r al Premio Martini a Falletin
  - 1.º en Saint-Jean de Angély
  - 1.º en la Menton-Génova-Roma
  - 1.º en el Premio de la combatividad del Tour de Francia
  - Vencedor de una etapa en la París-Niza-Roma
  - Vencedor de una etapa a la Vuelta en Luxemburgo

### Resultados al Tour de Francia
- 1959. 9.º de la clasificación general.  1.º del Premio de la Combatividad